# Grupo Arrendajos
El Grupo Arrendajos es un colectivo literario creado en 2006 tras haberse conocido sus integrantes (pertenecientes en su mayoría al mundo de las Artes, la Educación o la Comunicación), en un taller coordinado por la escritora vízcaína María Laura Espido Freire en el Alcázar de Toledo, sede de la Biblioteca Regional de Castilla-La Mancha y Biblioteca Pública del Estado, de Toledo. No obstante, casi todos tenían obra publicada en sus respectivas trayectorias individuales.

## Integrantes
Actualmente el Colectivo Arrendajos está formado por las siguientes personas: María Teresa González Mozos, Jesús Gallardo Ortoño, Faustino Lara Ibáñez, Antonio Contreras Lerín, Gil-Antonio Ballesteros Alcalá, Teresa Martín Gómez, Enrique Galindo Bonilla, Manuel Palencia Gómez, Consolación González Rico, Valentín Navarro Martínez, Enrique Sánchez Lubián, que se reintegró al grupo en la primavera de 2008, y Joan Gonper integrado en octubre de 2011.
Sitio Web del Colectivo Literario Arrendajos http://grupoliterarioarrendajos.blogspot.com/

## Obras colectivas y proyectos
- Nuevas Leyendas Toledanas
- Hablamos a la vuelta
- La Guerra de la Independencia
- Ni fu, ni fa
- Cuentos infantiles sobre Toledo